# Moda
Moda (od lat. modus - način) je naziv za nove i prolazno prihvaćene oblike života. 
Termin se obično primjenjuje na odijevanje, frizuru, pokućstvo, nakit, pravila javnog ponašanja, načine zabavljanja, ali i na tendencije i kriterije koji vladaju u književnosti, likovnim umjetnostima, glazbi itd. U novije vrijeme ulogu "modnih diktatora" sve više preuzimaju utjecajni ljudi s filma i iz svijeta sporta. Važan dio promoviranja mode je objavljivanje članaka i priloga o modi u medijima poput časopisa, novina, na televiziji, modnim internetskim stranicama i sl. 
Na početku 20. stoljeća, u modnim časopisima počele su se pojavljivati fotografije modela, moda je postajala sve važnija. Širom razvijenog svijeta takvi časopisi bili su vrlo traženi te su imali velik utjecaj na poimanje mode. Američki časopis "Vogue" osnovan je 1892. Ima najdužu tradiciju od modnih časopisa. Razvojem kvalitete tiska i pojavom fotografija u boji, modni časopisi postali su još popularniji i utjecajniji. Televizijske emisije o modi javljaju se od 1960.-ih godina. U 1990.-im pojavljuju se i specijalizirani tv-kanali samo za modu. Razvojem interneta pojavile su se i internetske stranice posvećene modi. Ali i u današnje vrijeme, najveći utjecaj imaju modni časopisi.
U razvijenim zapadnim državama dolazi do stalnog mijenjanja mode, što se posebno odnosi na žensku modu. To se nije događalo u antičkoj Grčkoj ili antičkom Rimu ni u drugim velikim civilizacijama svijeta sve do posljednjih desetljeća. Na prostorima Irana, Turske, Japana, Kine i mnogih drugih uglavnom istočnih država nosi se ista moda kao i desetljećima i stoljećima prije toga. Moda je na Zapadu u usporedbi s njima, vrlo promijenjiva. To diktira modna industrija radi što veće zarade. U prošlosti, promjene u modi često su se dogodile u vrijeme gospodarskih i društvenih promjena (kao u antičkom Rimu ili turskim osvajanjima), ali nakon toga slijedilo je dugo razdoblje bez velikih promjena.